# Why'd You Come in Here Lookin' Like That
Why'd You Come in Here Looking Like That är en countrylåt skriven av Bob Carlisle och Randy Thomas.
Sången spelades in av Dolly Parton på albumet White Limozeen. Den släpptes som singel av skivbolaget Columbia den 6 maj 1989 och blev etta på USA:s countrylista den 5 augusti 1989, totalt tillbringade den 13 veckor på listan .
Sången har även spelats in i duett av Jill Johnson och Nina Persson, utgiven på Jill Johnsons coveralbum Music Row 2007 , vilken ofta spelades i SR P4.